# Grand Prix Formule 1 van Italië 1987
De Grand Prix Formule 1 van Italië 1987 werd gehouden op 6 september 1987 op Monza.

## Uitslag
| Positie | Nummer | Rijder             | Team                   | Ronden | Tijd/Opgave         | Startplaats | Punten |
| ------- | ------ | ------------------ | ---------------------- | ------ | ------------------- | ----------- | ------ |
| 1       | 6      | Nelson Piquet      | Williams-Honda         | 50     | 1:14:47.707         | 1           | 9      |
| 2       | 12     | Ayrton Senna       | Lotus-Honda            | 50     | + 1.806             | 4           | 6      |
| 3       | 5      | Nigel Mansell      | Williams-Honda         | 50     | + 49.036            | 2           | 4      |
| 4       | 28     | Gerhard Berger     | Ferrari                | 50     | + 57.979            | 3           | 3      |
| 5       | 20     | Thierry Boutsen    | Benetton-Ford          | 50     | + 1:21.319          | 6           | 2      |
| 6       | 2      | Stefan Johansson   | McLaren-TAG            | 50     | + 1:28.787          | 11          | 1      |
| 7       | 19     | Teo Fabi           | Benetton-Ford          | 49     | + 1 Ronde           | 7           |        |
| 8       | 26     | Piercarlo Ghinzani | Ligier-Megatron        | 48     | + 2 Rondes          | 19          |        |
| 9       | 10     | Christian Danner   | Zakspeed               | 48     | + 2 Rondes          | 16          |        |
| 10      | 25     | René Arnoux        | Ligier-Megatron        | 48     | + 2 Rondes          | 15          |        |
| 11      | 11     | Satoru Nakajima    | Lotus-Honda            | 47     | + 3 Rondes          | 14          |        |
| 12 (1)  | 4      | Philippe Streiff   | Tyrrell-Ford           | 47     | + 3 Rondes          | 24          |        |
| 13 (2)  | 16     | Ivan Capelli       | March-Ford             | 47     | + 3 Rondes          | 25          |        |
| 14 (3)  | 3      | Jonathan Palmer    | Tyrrell-Ford           | 47     | + 3 Rondes          | 22          |        |
| 15      | 1      | Alain Prost        | McLaren-TAG            | 46     | + 4 Rondes          | 5           |        |
| 16      | 24     | Alessandro Nannini | Minardi-Motori Moderni | 45     | + 5 Rondes          | 18          |        |
| DNF     | 9      | Martin Brundle     | Zakspeed               | 43     | Versnellingsbak     | 17          |        |
| DNF     | 30     | Philippe Alliot    | Larrousse-Ford         | 37     | Spin                | 23          |        |
| DNF     | 23     | Adrián Campos      | Minardi-Motori Moderni | 34     | Motor               | 20          |        |
| DNF     | 18     | Eddie Cheever      | Arrows-Megatron        | 27     | Aandrijving         | 13          |        |
| DNF     | 22     | Franco Forini      | Osella-Alfa Romeo      | 27     | Turbo               | 26          |        |
| DNF     | 21     | Alex Caffi         | Osella-Alfa Romeo      | 16     | Ophanging           | 21          |        |
| DNF     | 27     | Michele Alboreto   | Ferrari                | 13     | Turbo               | 8           |        |
| DNF     | 17     | Derek Warwick      | Arrows-Megatron        | 9      | Elektrisch probleem | 12          |        |
| DNF     | 8      | Andrea de Cesaris  | Brabham-BMW            | 7      | Ophanging           | 10          |        |
| DNF     | 7      | Riccardo Patrese   | Brabham-BMW            | 5      | Motor               | 9           |        |
| DNQ     | 32     | Nicola Larini      | Coloni-Ford            |        |                     |             |        |
| DNQ     | 14     | Pascal Fabre       | AGS-Ford               |        |                     |             |        |

- De nummers tussen haakjes zijn de plaatsen voor de Jim Clark-trofee.

## Statistieken
| Pole-position | Nelson Piquet | Williams-Honda | 1:23.460 |
| Snelste ronde | Ayrton Senna  | Lotus-Honda    | 1:26.796 |

## Noot
- Dit was het debuut van de Italiaanse coureur Nicola Larini en de Zwitserse coureur Franco Forini.
- Honderdste Grand Prix-start voor Michele Alboreto. Hiermee was Alboreto de 28ste coureur die minstens 100 Grands Prix had gereden.
- Dit was de vierde overwinning van de Grote Prijs van Italië voor Nelson Piquet en hiermee vestigde hij een nieuw record. Hij verbrak het oude record van Juan Manuel Fangio (3), gevestigd tijdens de Grote Prijs van Italië van 1955.

1921 · 1922 · 1923 · 1924 · 1925 · 1926 · 1927 · 1928 · 1931 · 1932 · 1933 · 1934 · 1935 · 1936 · 1937 · 1938 · 1947 · 1948 · 1949 · 1950 · 1951 · 1952 · 1953 · 1954 · 1955 · 1956 · 1957 · 1958 · 1959 · 1960 · 1961 · 1962 · 1963 · 1964 · 1965 · 1966 · 1967 · 1968 · 1969 · 1970 · 1971 · 1972 · 1973 · 1974 · 1975 · 1976 · 1977 · 1978 · 1979 · 1980 · 1981 · 1982 · 1983 · 1984 · 1985 · 1986 · 1987 · 1988 · 1989 · 1990 · 1991 · 1992 · 1993 · 1994 · 1995 · 1996 · 1997 · 1998 · 1999 · 2000 · 2001 · 2002 · 2003 · 2004 · 2005 · 2006 · 2007 · 2008 · 2009 · 2010 · 2011 · 2012 · 2013 · 2014 · 2015 · 2016 · 2017 · 2018 · 2019 · 2020 · 2021 · 2022 · 2023 · 2024 · 2025